# Италиански ренесансов портрет
Италианският ренесансов портрет е тема на един от най-плодотворните периоди в историята на развитието на портретния жанр – време, в което в западноевропейското изкуство възниква реалистичният портрет.
Този нов реализъм е тясно свързан с новото разбиране за личността и нейното място в действителността, а също и с откриването на света и човека като част от процесите, протичащи в този исторически период.

## Обща характеристика
В епохата на Ренесанса се ражда европейският реалистичен портрет. Това се осъществява с признаването на ценността на вътрешния свят на индивида. С все по-нарастващия индивидуализъм в портрета се проявява и все по-ясно възможността за изразяване на субективния свят, което ясно си личи в живописта от 16 век.

Характерна черта на ренесансовия италиански портрет е почти пълното отсъствие на вътрешни противоречия. Руският изкуствовед Виктор Гращенков пише: 
| „ | човекът, такъв какъвто е в тази епоха, и човекът, какъвто е трябвало да бъде съгласно идеала на своето време, встъпват в неразделно единство на цялостен портретен образ. Индивидуалното и типичното, реалното и идеалното хармонически се сливат един с друг, определят главното и непреходното своеобразие на ренесансовия портрет. | “ |

В портрета на Куатроченто (15 век) човекът обичайно е изобразяван като спокоен, мъжествен и мъдър, способен да преодолее всички превратности на съдбата, а към края на века образът му придобива черти на духовна изключителност и съзерцателност.
Идейните и естетическите принципи на ренесансовия портрет се свързват тясно със зараждането и развитието на хуманистичната философия и на неоплатонизма:
| „ | Трактовката на индивидуалностите в портрета на 15 век е тясно свързана с нормите на хуманистичната етика и нейното понятие за uomo virtuoso. Оттук произлизат и този „благороден аристократизъм“ на образа, неговият независим и светски характер, с който се характеризира портретното изкуство на епохата. Сближението на художествения живот с идеологията на Хуманизма и нейните различни течения обогатяват реалистичния език на портрета при съхраняване в него на силно типизираното начало, породено от възвишената представа за личното достойнство на човека и неговото изключително положение в обкръжаващия го свят. | “ |

В изображенията на конкретните видни личности от Ренесанса техните специфични черти се пречупват чрез призмата на типизираните и индивидуални представи за дадена личност.

### Произход на портрета в Италия
Преди портретът да придобие характер на автономен светски жанр под формата на самостоятелна картина, той дълго време остава съставна част от многофигурни религиозни композиции – стенописи или олтарни образи. Тази зависимост на портрета от монументалната живопис е определяща черта на т. нар. кавалетен (стативен) портрет от 15 век. Други важни черти са сливането на средновековната култура с хуманистичния призив към античното изкуство, както и взаимодействието с портрета в медалното изкуство и в пластичното изкуство, където този жанр се налага по-рано. Медалите и бюстовете позволяват да се видят родовите връзки на ренесансовия портрет с античната традиция. Друг съществен фактор на развитието на италианската портретна живопис е използването на достиженията на нидерландските портретисти, по-специално с това влияние е свързана появата на три-четвъртия портрет в Италия.
Портретът възниква в епохата на Проторенесанса в резултат на нарастването на самосъзнанието на личността и реалистичните тенденции в изкуството. Той се развива по различни пътища в републиканските (бюргерските) и феодалните региони на Италия. В придворната среда той доста бързо приема формата на самостоятелна кавалетна картина, която служи като средство за прославяне на господаря и на близките му. В рамките на живота на градската комуна индивидуалният портрет дълго време не може да бъде отделен от спомагателните жанрове, понеже гражданите питаят неприязън към опитите на всеки, който иска да изпъкне. В такава среда портретът се допуска като завоалирано изображение на „великите хора на града“ или като допълнение към религиозните композиции; тенденцията е преодоляна във Флоренция в средата на 15 век с идването на власт на династията на Медичите. В последната третина на 15 век във водещите школи на Италия се изработва единна типология на портрета.

## Портретът през Проторенесанса
Портретът на Проторенесанса е ранният етап в развитието на портретния жанр на Италианския ренесанс. Благодарение на зараждането на нов, хуманистичен мироглед се извършва радикална промяна на средновековната художествена система. Иконата отстъпва място на картината. Обръщането към античното начало спомага да се изработи нов стил и образът на човека да се разбере по нов начин, по-реалистично.
Развитието на индивидуалния портрет през Ренесанса обаче е задържано за дълго време от съществуващото наследство – широката типизация на форми и образи, която предопределя за дълго художествения път на портрета.

## Портретът през Ранния ренесанс
Корените на жанра на реалистичния портрет са от периода на Късното средновековие. Първият етап в историята на ренесансовия портрет се отнася към Куатроченто (15 век) – периодът на Ранния италиански ренесанс.

### Монументална живопис
За разлика от живописта на Северна Европа, където портретът вече се обособява в самостоятелна кавалетна картина, италианският ранноренесансов портрет още доста често се среща като част от монументалната живопис и олтарната картина. Типовете на „включения“ портрет са:
- Дарителски портрет;
- „Скрит“ портрет в образа на светци, по-често – в образи на допълнителни персонажи от религиозната легенда;
- Портрет в сцени от обществения или придворния живот;
- Мемориални портрети на „знаменитите мъже“, украсяващи интериора (на итал. uomini illustri - популярна през Ренесанса стенописна тема, изобразяваща великите мъже от древността).

#### Дарителски портрети
Този вид е най-често срещаният традиционен тип за изобразяване от изброените по-горе. Дарителят се изобразява на колене и молещ се, обикновено строго в профил; мъжете са до дясната ръка на Мадоната или светеца, а жените – до лявата; често са придружавани от своите едноименни светци-покровители. Понякога продължава да съществува средновековният йерархически дисбаланс между хора и светци, като напр. при Джентиле да Фабриано – „Мадона със светци“ (Берлин), Якопо Белини – „Мадона с Леонело д’Есте“ (Лувър, Париж), Франческо Ботичини – „Св. Йероним с ктиторите Ручелаи“ (Лондон).
Една по-новаторска трактовка е когато дистанцията между двата свята е показана не чрез размери, а чрез композиция и психологически нюанси. Така и молещите се, и светците съществуват в една пространствена реалност, а небесният свят става осезаемо триизмерен.
Първият образец на този стил е „Троица“ на Мазачо в църквата „Санта Мария Новела“ във Флоренция. В нея традиционната олтарна картина е прeведена чрез техниката на фреската и изпълнена по нов и оригинален от композиционна гледна точка начин – дарителите стават неотменна част от изображението. Правилната и енергична перспектива интегрира пространството на фреската в пространството на църквата, в която се намира, както и естествената архитектура. Лицата на дарителите са изписани реалистично и без идеализация.
Пиеро дела Франческа прави следващата стъпка към пълното композиционно и психологическо обединяване на религиозни образи и портрет в „Мадоната с Младенеца и светци“ (т. нар. „Олтарна картина „Монтефелтро““). Молещият се херцог, загубил съпругата си при раждане и поръчител на тази картина по случай раждането на дългоочаквания си наследник, е изобразен коленичил и сам. Профилът му е изпълнен с артистично майсторство. По мащаб той участва наравно в Светата беседа.
Любопитна е още една негова фреска – „Сиджизмондо Малатеста пред свети Сигизмунд“ от 1451 г. в църквата „Сан Франческо“ в Римини. Сцената на „рицарското“ поклонение се отличава с почти светски характер. Профилът на Малатеста е изписан абсолютно портретно. В образа на светията е възможно да е изобразен император Сигизмунд Люксембургски, посветил Малатеста в рицарско звание. Такъв тип оброчна композиция се развива във венецианската живопис при Джовани Белини, напр. в „Дож Агостино Барбариго пред Мадоната“ от 1488 г. (църква „Сан Пиетро Мартире“ в Мурано).
Същата тема, но с по-оригинално решение е показана в олтарната картина на Андреа Мантеня „Мадоната на победата“, поръчана му от маркиз Франческо II Гондзага в памет на победата му в битката при Форново. Замислена е като Мадона на състраданието, покриваща с плаща си маркиза и неговите братя, а от друга страна е неговата съпруга Изабела д’Есте. Тази идея не се реализира и Богородица покрива с плаща си единствено херцога. Архитектурна среда липсва за сметка на зелена беседка.
По-прозаични и архаични са дарителските портрети на ломбардските и миланските художници, като напр. „Олтарна картина „Бентивольо““ (Pala Bentivoglio) на Лоренцо Коста в църквата „Сан Джакомо Маджоре“ в Болоня от 1488 г.: използвана е традиционна схема на олтарно изображение, като единствено светците са заменени от членове на семейството на Джовани II Бентивольо.

- Лоренцо Коста, Олтар „Бентивольо“ (1488), базилика „Сан Джакомо Маджоре“ (Болоня)
- Пиеро дела Франческа, Сиджизмондо Малатеста пред св. Сигизмунд (1451), Храм „Малатеста“ (Римини)
- Джовани Белини, Олтар на Барбариго (1488), църква „Сан Пиетро Мартире“ (Мурано)

Друго решение на оброчната композиция е когато дарителят не се изобразява до светеца, а го вижда отдалече като небесно видение. За първи път това е осъществено в картината на Франческо Ботичини „Успение Богородично“ от 1474 – 1475 г. (Национална галерия, Лондон) за изображенията на Матео Палмиери и съпругата му (лицата са силно повредени).
През 1481 г. Пиетро Перуджино рисува на стената на Сикстинската капела голям олтарен образ, впоследствие унищожен при работата на Микеланджело, на който изобразява „Възнесение Богородично с коленичилия папа Сикст IV“.

Два дарителски портрета в Апартаментите на Борджия във Ватикана от 1492 – 1494 г. са дело на Пинтурикио и ателието му. В Залата на Тайнствата това е колоната с люнета „Възкресение Христово с папа Александър VI“; тримата пробудили се стражници на нея е възможно да са синовете на папата. Дарителят е изобразен и на още една фреска в тази зала – „Възнесение Богородично“, дело на Антонио да Витербо – асистент на художника. Възможно е това да е Франческо Борджия, братовчед на папата. В „Спорът на света Катерина Сиенска“ в образа на светицата се счита за изобразена Лукреция Борджия.
- Франческо Ботичини, Успение Богородично (ок. 1475/6), Национална галерия (Лондон).
- Пинтурикио, Възкресение Христово с папа Александър VI (детайл) (1492 - 95), Апартаменти „Борджия“ (Ватикана)
- Антонио да Витербо от Школата на Пинтурикио, Възнесение Богородично,  Апартаменти „Борджия“ (Ватикана)

Една по-интимна и емоционална тенденция в трактовката на дарителския портрет в олтарната композиция предполага по-тясна връзка между фигурите на дарителя и останалите. За да се подчертае дистанцията между земния човек и светците, фигурата на дарителя може например наполовина да се показва от люка в пода или той може да бъде изписан като полуфигура в долния край на картината, „изрязан“ до плещите. По такъв начин фигурата сякаш излиза от отвъдното.
„За първи път едно по-интимно и едновременно по-йерархическо разбиране на образа на дарителя“ се среща у Филипо Липи в неговата творба „Коронацията на Дева Мария“ от 1441 – 1447 г. (Уфици, Флоренция): в долните ъгли има двама монаси (възможно е десният да е автопортрет) и дарител, поставени в многофигурна композиция, лошо свързани с нея и дадени в различен мащаб и ракурс. Художникът не владее перспективния символизъм на Мазачо, но вече се старае художествено да обособи портретните образи. Възможно е на веризма да са повлияли скиците на скулптора Лоренцо Гиберти за „Райските двери“.
Мотивът на „издигащият се от земята“ дарител е очевиден у Козимо Росели в „Олтарна картина“ от църква в Рада ин Кианти, където дарителят Бартоломео Каниджани е отрязан до колената. Но художниците от Късното куатроченто въвличат дарителите в емоционалната страна на картината: например в картината на Винченцо Фопа „Мадона със светии и дарители“ от ок. 1480 – 1486 г. (Павия) Младенецът протяга ръце към дарителя Джовани Матео Ботиджела – съветник на миланския херцог Филипо Мария Висконти; срещу него е съпругата му Бианка Висконти. В „Мадоната на мира“ на Пинтурикио от 1488 г. (Сан Северино Марке) Младенецът благославя прелата Либерато Бартели. От Джорджо Вазари е известно, че творецът рисува и любовницата на Родриго Борджия (папа Александър VI) Джулия Фарнезе в образа на Богородица, благославяща папата (незапазена и известна от по-късно копие).
- Филипо Липи, Коронацията на Дева Мария (1441-1447), Уфици, Флоренция.
- Козимо Росели, Олтарна картина (1480) в църквата „Сант'ч Еуфросино“, Рада ин Кианти
- Винченцо Фопа, Мадона със светци и дарители (1480-86), Пинакотека „Маласпина“, Павия
- Пинтурикио, Мадоната на мира (1488), Градска пинакотека „Таки-Вентури“, Сан Северино Марке
- Хюго ван дер Гус, Олтар „Портинари“ (1476-1478), Уфици, Флоренция

Новата тенденция е повлияна от познанството на италианците с нидерландските олтари, сред които „Олтар „Портинари“ на Хюго ван дер Гус и портретите на Ханс Мемлинг. Това влияние се появява у Филипино Липи в неговата творба „Св. Бернар се явява на Мария“ от ок. 1486 г. (абатство „Бадия Фиорентина“, Флоренция): поръчителят Пиеро ди Франческо дел Пулиезе е изобразен като полуфигура в долния край, но с погледа си активно участва в действието. Друга картина на Липи – „Мадоната с Младенеца, св. Мартин Турски и св. Екатерина Александрийска“ от 1490 - 1493 г. (базилика „Санто Спирито“ във Флоренция) изобразява дарителя Танай дей Нерли и неговата жена Нана дей Капони, които гледат с изумление на чудото. От детайлите е очевидно внимателното изучаване на нидерландската живопис. Така емоционално е и „Благовещение“ (фреска от 1488 – 1493 г. в Капела „Карафа“ на римската базилика „Санта Мария сопра Минерва“), където поръчителят кардинал Олвиеро Карафа е изписан редом с Тома Аквински, а Богородица почти се е обърнала с гръб, съсредоточена в безмълвния диалог с дарителя: това е почти еретическо решение. Неговото „Поклонение на влъхвите“ от 1496 г. (Уфици, Флоренция) включва изображение на Пиерфранческо I Медичи, а стоящият отгоре юноша е възможно да е неговият син Джовани Пополано.
- Пиетро Факети, Папа Александър IV се покланя на Мадоната (16 век), копие на изгубена фреска на Пинтурикио; Мадоната е Джулия Фарнезе.
- Филипино Липи, Св. Бернар се явява на Мария (1486), абатство „Бадия Фиорентина“, Флоренция.
- Филипино Липи, Мадоната с Младенеца, св. Мартин Турски и св. Екатерина Александрийска (1490 - 93), базилика „Санто Спирито“, Флоренция
- Филипино Липи, Поклонение на влъхвите (1496), Уфици, Флоренция.
- Филипино Липи, Благовещение (1489 - 1491), църква „Санта Мария сопра Минерва“, Рим

Един друг художник – Пиетро Перуджино веднъж нарушава традицията да се свързват композиционно образите на дарителите с тези на светците: през 1500 г. той създава маслени портрети (част от олтарния образ Pala Valobrosa) на двама монаси от обителта Валомброза (в днешно Реджело близо до Флоренция): Биаджо Миланези – поръчител на портрета и абат на Валомброза, и монахът Балдасаре ди Антонио ди Анджело – управител на манастира и също поръчител (Галерия на Академията, Флоренция). Тези изображения на обърнати глави с устремен нагоре поглед е възможно да са се намирали в частта под олтарното изображение „Възнесение на Мария с четирима светци“ (1506 г., Уфици). Тоест тези портрети, понастоящем визуално възприемани като кавалетни (самостоятелни), всъщност функционално са били тясно свързани с монументалната религиозна композиция. Също така – със силно повдигната глава Перуджино изобразява папа Сикст IV в незапазен олтарен образ от Сикстинската капела на същия богородичен сюжет, известен по рисунка на творец от кръга на Пинтурикио (Галерия „Албертина“, Виена).
- Перуджино, Портрет на Биаджо Миланези (1500), Уфици, Флоренция
- Перуджино, Портрет на монаха Балдасаре (1500), Уфици, Флоренция.
- Перуджино, Възнесение на Мария (1506), част от „Полиптих на Анунциата“, Галерия на Академията, Флоренция. Пример за картина, която е възможно да се е намирала над портретите.
- Школа на Пинтурикио, Възнесение Богородично с папа Сикст IV (15 век), Галерия Албертина, Виена. Рисунка по незапазена фреска на Перуджино от 1481 г. от Сикстинската капела.

Във Венеция подобни дарителски образи се създавани без да се излиза от традицията на неголеми картини с Мадоната и светци, изобразявани полуфигурно на пейзажен фон. Създател на този жанр става Джовани Белини: именно той допълва композицията „Светата беседа“ с портрет на дарителя, нарисуван до плещите. Примери на такива произведения са „Мадона със светци и дарител“ (ателие на Джовани Белини, ок. 1500 г., Библиотека Морган, Ню Йорк), „Мадона“ на Белини (църква „Сан Франческо дела Виня“, Венеция), „Мадона“ на Паскуалино Венето (1504 г., Ермитаж, Санкт Петербург) и „Мадона“ на Андреа Превитали (1502 г., Падуа). За венецианците не е достатъчна простата благословия, затова Мадоната почти се докосва до главата на дарителя: така се подчертава пряката емоционална връзка.
Виторе Карпачо оригинално решава тази задача, по своему преобразувайки композицията на традиционното „Свето семейство и дарители“ (1505 г., Музей „Калуст Хулбенкян“, Лисабон): дарителите се кланят на Христос в една емоционална плоскост на Светото Семейство, заменяйки евангелските овчари. Дарителите стават вече не зрители, а съучастници на събитията.
Крайните изводи относно дарителския портрет в тази епоха са следните:
- Като всички видове ренесансов портрет дарителският портрет се развива в посока на все по-голям реализъм.
- Обръщайки се към този жанр, майсторите-художници се опитват не просто да уловят акта на молитвено устремяване към Бога, но и да намекнат за сложните връзки на личния живот на дарителя чрез символиката на композицията (като напр. в „Олтар „Монтефелтро““).
- Но рамките на жанра ограничават възможностите за разкриване на личността в портрета. До края на Куатроченто почти всички дарителски портрети са еднопланови и дадени в профил, а настроението у всички е еднакво – благочестиво смирение и вяра, които смекчават духа на достойнство, което на практика е много по-характерно за хората от епохата на Ренесанса.[1]

#### „Скрити“ портрети
Художникът се чувства много по-свободен, изобразявайки съвременниците си като персонажи от църковната легенда – съучастници и зрители. Такава традиция се заражда в периода на Треченто, а в периода на Ранния ренесанс получава най-широко разпространение. Тя започва да си пробива път с развитието на творческото мислене на проторенесансовите творци, които започват все по-активно да се вглеждат в природата в процеса на работа и да рисуват от натура, насищайки произведенията си с реалистични мотиви. В началото не получава добре и портретните скици, в повечето случаи рисувани по памет, са доста условни. Но постепенно се налага ренесансовият метод на „портретиране от натура“ (rittrarre di naturale), и индивидуалността в портретите започва да се усеща все по-силно. Понякога тази „скрита портретност“ се смекчава и се крие в типичните черти на общия стил, но колкото повече напредва времето, толкова по-откровено художниците придават на своите персонажи пряко сходство със съвременниците си (дарители, приятели), охотно рисувайки и свои автопортрети в тълпата. Портретните мотиви се срещат дори в украсата около фреските на църквите – в главите на медали.
Савонарола в една от проповедите си упреква художниците, затова, че те изобразяват в храмовете светците с лица на реални хора, а младите хора, виждайки ги на улицата, ще си кажат: „Това е Магдалена, този е свети Йоан, а ето там е Дева Мария“.
Първоначално тези изображения все още не са портрети в точния смисъл на думата, но са само намек за връзката на дадения образ с личността на поръчителя. В живописта на Треченто и на Ранното куатроченто е все още трудно да се очертае ясна граница между реалистично изписания типаж и портрета на реалния човек – чертите се разтварят в стереотипа, лицата в тълпата са все още доста схематични. Но за съвременниците те изглеждат по-индивидуални отколкото за нас сега и удовлетворяват тщеславието си, бидейки познаваеми за съвременниците си. С времето портретните фигури стават все повече и в своята индивидуалност и облекло те вече видимо се отличават от идеалните типажи на другите фигури. Това се забелязва от съвременниците и те отразяват своето мнение в писмената история на произведенията на изкуството заедно с историята на неговото собствено създаване (има много такива „анекдоти“ у Джорджо Вазари). С нарастване на уменията за реалистичен портрет тези фигури вече решително се набиват в очи.
Художниците не изпускат възможността да вместят в своята картина своя автопортрет. През целия 15 век „скритият“ портрет става все по-явен; отделните персонажи от религиозното платно се превръщат в групови портрети, които са разположени на преден план с очевидна демонстративност (особено през 1480 – 1500 г.). В същото време настъпват качествени промени в природата на портретите в този жанр, тъй като възниква ново разбиране за дидактическата функция на църковната живопис. Нарастващият реализъм произтича от новите форми на дарителски и кавалетни портрети. (Учените от 20 век обичат да правят хипотези за идентификацията на персонажи с реални лица, но без да разчитат на надежден иконографски материал, тази дейност си остава „салонна игра“).

##### Фрески
Новаторската роля в този въпрос отново принадлежи на Мазачо, който в църквата „Санта Мария дел Кармине“ (Флоренция) изписва фреска със сюжет за тържественото освещаване на този храм от архиепископ Америго Корсини, състояло се през април 1422 г. Незапазената до наши дни фреска се е намирала в манастирския двор, на стената над входа, и е била изработена монохромно („зелена земя“). Вазари съобщава за безброй именити граждани на града, следващи процесията, които са изобразени там. Композицията е реконструирана по негово описание и по редица рисунки (в това число и на младия Микеланджело). Преди всичко тя е приличала на „Чудо със статира“ и на „Възкресението на сина на Теофил“ в Капела „Бранкачи“ (Флоренция), и двете – творби на Мазачо. В центъра очевидно е бил изобразен самият акт на освещаване на църквата, а от двете страни е имало симетрично стоящи фигури на граждани, разположени в редици, отиващи в дълбочина. Може би под влияние на тази фреска Гирландайо изписва „Възкресение на сина на нотариуса“ (1482 – 1485, църква „Санта Тринитà“), а Бичи ди Лоренцо – „Освещаване на хоспиталиерската църква „Сант Еджидио от папа Мартин V през септември 1420 г.“ (1420 – 1421 г., църква „Санта Мария Нуова“, Флоренция), впрочем по датите излиза, че Бичи ди Лоренцо е възможно да е сътворил своята творба преди Мазачо. Мазачо за разлика от него представя сцената на освещаването не като църковен акт, а като тържествено събитие от гражданския живот на Флоренция, измествайки акцента върху портретите на известни съвременници.
За стила на портретите на Мазачо можем да съдим по двете глави от „Кръщение на новопокръстените от Св. Петър“ в Капела „Бранкачи“ (Флоренция), които са интерпретирани портретно, като се отчита перспективното съкращение на чертите на лицата, светлинната преработка на формите и редуването на пространствени планове. Възможно е това да са двама от членовете на семейството на Бранкачи и фактът, че се явяват като „допълнение“ бие на очи. Мазолино в своята фреска „Проповедта на Св. Петър“ от същата капела тръгва по същия път: три фигури зад гърба на апостола, интерпретирани портретно). Вазари счита, че Мазачо е нарисувал свой автопортрет в „Чудото със статира“, а според друго предположение това е дарителят Феличе Бранкачи, а автопортретът е третият от десния край във „Възкресение на сина на Теофил“. Изследователите са построили множество хипотези за това кой може да е изобразения в другите персонажи в цикъла фрески на параклиса, въз основа на историята на Флоренция, но всички те остават недоказани.
Резултатите от художествената реформа на Мазачо не стават веднага факт, като отначало се проявява като форма на компромис между Ренесанса и готиката, въплътен различно в творчеството на различните художници. Като цяло преобладава условно идеализираната интерпретация на модела, която лесно размива границата между портрета и типа в многофигурната композиция на религиозни теми. Така например творчеството на Мазолино да Паникале е крачка назад в сравнение с това на Мазачо (фреските от 1427 – 1431 г. в параклиса на Св. Екатерина Александрийска в базиликата „Сан Клементе“ в Рим): в „Света Екатерина и Александрийските философи“ се разпознават портретите на кардинал Бранда Кастильоне и на доминиканеца Джовани Доминичи (вляво), и на двама свалени папи – Григорий XII и Йоан XXIII (антипапа) (вдясно); а в „Екатерина и императорът-идолопоклонник“ – Сигизмунд Люксембургски. Художникът желае да свърже фреската със събитията от недалечното минало – Констанцкият събор и борбата за укрепването на папството. Готическата струя е видна в неговите фрески на баптистерия в Кастильоне Олона (1435 г.): в „Проповедите на Йоан Кръстител“ е възможно той да е изобразил Алберти (вляво на откоса); в „Явление на ангела пред Захарий“ се виждат и портретни глави, които се познават по своята жизненост и по това, че са разположени по краищата на композицията. Има обаче хипотези, че главата на Ирод в „Кръстителят, изобличаващ Иродиада“ е на Филипо Мария Висконти или на Николо III д’Есте, а в „Пирът на Ирод“ – на император Сигизмунд Люксембургски, на кондотиера Пипо Спано или на кардинал Бранда Кастильони.
Подобни портрети не са предвидени в традиционната иконография и доста дълго са механически „поставяни“ по краищата на композицията или между персонажите на легендата по време на работата над фреската, понякога върху повърхността на вече изсъхналия слой. Тази нова мода на „скрити“ портрети се радва на широко разпространение през 2-рата четвърт на 15 век. Римският обичай да се изобразяват папите в обкръжение Мазолино да Паникале заимства от Фра Анджелико: фреските на капела „Николина“ (1448) със сцена от житието на свети Лаврентий изобразяват легендарния папа Сикст II с образа на папа Николай V – поръчителят на работата. Гращенков пише: „Фра Анжелико и неговият близък помощник Беноцо Гоцоли разкриват тук като портретисти голяма безпомощност“.

По-значими портрети на дарители в музейния комплекс „Санта Мария дела Скала“ в Сиена са творбите на Доменико ди Бартоло (1441 – 1444 г.), както и тези на Андреа Мантеня с „Мъченичеството на св. Христофор“ (ок. 1452 г., Капела „Оветари“, църква „Еремитана“, Падуа) и на Пиеро дела Франческа с „Екзекуцията на Хозрой“ (ок. 1464 г., Базилика „Сан Франческо“, Арецо). Паоло Учело във фреската „Потоп“ (ок. 1450 г., Киостро Верде, базилика „Санта Мария Новела“, Флоренция) поставя фигура на възрастен човек, който е толкова различен от движещото се обкръжение, че веднага се възприема като разнородна добавка. Тази фигура е проникната с духа на героичните и стоическите идеали на гражданския хуманизъм и навярно е портрет.
- Фра Анджелико, Папа Сикст II връчва на св. Лаврентий съкровищата на църквата за раздаването им на бедните (1447), Капела „Николина“, Ватикански дворец, Рим
- Доменико ди Бартоло, Грижа за болните (1440 - 1447), Санта Мария дела Скала, Сиена
- Андреа Мантеня, Мъченичество на св. Христофор (1452), фрагмент, Капела „Оветари“, Падуа. Профилните портрети според Вазари са на трима приятели на художника.
- Пиеро дела Франческа, Екзекуцията на Хозрой (ок. 1460), фрагмент, базилика „Сан Франческо“, Арецо
- Паоло Учело, Потопът и оттеглящите се води (1447 - 1448), Санта Мария Новела, Флоренция

##### Олтарни картини
Към средата на 15 век „скритите“ портрети все по-активно се включват в религиозните композиции. Явно портретните образи вече са доста лесни за разграничаване от типичните. Първите обикновено са профилни (наследство от дарителския портрет). Но въпреки че тази традиция вече се е вкоренила във фреските, в олтарните картини (заради важността им) портретите се въвеждат по-внимателно и по-„замаскирани“. Но и тук има тенденция към все по-голямо приближаване към реализма на фона на типичните персонажи от легендите.
Най-традиционната и проста форма на възвеличаване на поръчителите-дарители е изобразяването им в образите на светци със същото име. Мазолино да Паникале в „Йоан Кръстител и св. Мартин“ (1428 – 1431, Филаделфия) рисува по този начин папа Мартин V. Вазари пише, че той е представил сам себе си като св. папа Либерий в базиликата „Санта Мария Маджоре“ в Рим (1428 – 1431 г., Музей „Каподимонте“, Неапол), а под образа на римския патриций Йоан – император Сигизмунд Люксембургски. По-зрял пример за ранните форми на „скрития“ портрет в картината се намират у Фра Анжелико в „Снемането от кръста“ (ок. 1435 – 1440 г., музей „Сан Марко“, Флоренция), където, по думите на Вазари, човекът в синьо зад Христа е архитектът Микелоцо, построил капелата, за която е предназначен образът. Други скрити портрети – на поръчителя на Олтарния образ „Строци“ и на членовете на неговото семейство са по-конвенционални. По волята на художника реалните хора стават активни участници в евангелските събития. Понякога е трудно да се дешифрира алегорията, например в случая с „Бичуването на Христа“ на Пиеро дела Франческа (1455-60, Урбино), където в дясната половина са изобразени три ясно портретни фигури, но не е ясно защо. Сигурно има доста такива неразгадани портрети.
Андреа Мантеня във „Въведение в храма“ (Берлинска картинна галерия) изписва по краищата вероятно свой автопортрет и портрет на жена си Николаза Белини, а Джовани Белини, повтаряйки сюжета в своя картина (Фондация „Куерини-Стампаля“, Венеция), заменя само страничните фигури, като рисува може би свой автопортрет и портрет на брат си Джентиле Белини, и на майка си (сестра на Николаза).
- Андреа Мантеня, Въведение в храма (ок. 1454), Берлинска картинна галерия
- Джовани Белини, Въведение в храма (1459), Фондация „Куеирини Стампаля“, Венеция

Особено обичат да вмъкват „скрити“ портрети в изображенията на „Поклонение на влъхвите“: темата на ритуалното поднасяне от тримата царе се асоциира с темата на дарителството. Във втората половина на 15 век темата става един от най-любимите сюжети на флорентиците, а освен това и поради факта, че Медичите устройват пищни театрални представления на тази тема. Джентиле да Фабриано полага началото на тази традиция, създавайки образец (1423 г., Уфици) по поръчка на поръчителя на Олтарен образ „Строци“ (Pala Strozzi). В тълпата той, според Вазари, рисува самия себе си Предлагат се версии за идентифициране на поръчителя и на неговите синове, но лицата на персонажите все още са стереотипни и неиндивидуализирани. Мазачо със своите части от „Пизанския полиптих“ (1426 г., тогава в църквата „Санта Мария дел Кармине“) по тази тема е много по-индивидуализиращ – двете фигури могат да бъдат изображения на дарителя – нотариус Джулиано ди Колино дели Скарси и негов близък. За олтарната картина обаче ще е необходимо още време за това портретните намеци да станат неоспорими.
Доменико Венециано) в своето „Поклонение“ (1438 – 1439, Берлин), вероятно по поръчка на Пиеро Медичи, го изобразява със сокол в ръка. 40 години по-късно на тази тема рисува Сандро Ботичели. Той изобразява себе си на края на картината, обърнал се, а в тълпата има представители на три поколения от дом Медичи и свитата на Лоренцо Великолепни. Поръчалият картината е търговецът Гаспаре ди Дзаноби дел Лама, пожелал да направи по този начин комплимент на своите покровители. Всички лица са леко идеализирани, нямат документална точност, но са напълно познати: това са Козимо Медичи Старият, неговите синове и братя, Анджело Полициано, Джовани Пико дела Мирандола и др. Впоследствие Ботичели повтаря този сюжет с други „скрити“ портрети и същото правят Гирландайо и Перуджино. Появата на няколко индивидуални изображения в религиозните композиции е в резултат от обръщането към светския живот и от налагането на реалистичната естетика, както и от развитието на гражданското честолюбие и разбирането на политическата програма, изискваща агитация. Прославят се тези, които са на властта и заслужават признанието на потомците, появяват се портрети-панегирици.

##### „Монументален“ портрет
Във Флоренция Козимо Медичи и неговите наследници се опитват да подчертаят своята сила и изключителна позиция, финансират художествени произведения, а техните поддръжници следват примера им в това. Прерогативът на комуната се превръща област на частно покровителство. Портретите на Медичите и обкръжението им се появяват в монументалната живопис. Републиканският идеал за гражданско равенство, който задържа развитието на индивидуалния портрет, губи своето значение. „Монументалният” портрет се разпространява все повече: отделните портретни изображения се заменят с групи, „скритият” портрет става ясен, агиографските разкази са пропити със светски дух.
Началото на ренесансовия групов портрет е положено от Мазачо с описаната по-горе фреска на церемонията по „Освещаването на църквата „Санта Мария дел Кармине““. Това произведение служи като модел за последващи флорентински произведения, но гражданските идеали на Мазачо се тълкуват в тях по различен начин. Политическата ситуация след идването на власт на Козимо Медичи определя възможността за широко въвеждане на портрети в църковните картини, както и избора на персонажи.
Първият паметник, в който ясно се проявяват новите тенденции, са незапазените, но описани от Вазари стенописи на Болничната църква „Сант Еджидио“ (разрушена през 17 век) от Доменико Венециано и Андреа дел Кастаньо от 1440 - 1450 г. Тази сграда е свързана със сем. Портинари: църквата „Санта Мария Нуова“ е основана от Фолко Портинари (баща на музата на Данте Беатриче) през 1286 г., а хорът на болничната църква „Сант Еджидио“ се смята за техен семеен параклис. Новата църква „Сант Еджидио“ е построена през 1418 - 1420 г. от Бичи ди Лоренцо. Семейство Портинари, тясно свързано с Медичи, кани художници, които работят по поръчка на господарите на града. От източници е известно, че работата започва през 1439 г. от Доменико Венециано. Пиеро дела Франческа работи с него като асистент до 1442 г. Върху лявата стена в три регистъра Венециано рисува „Среща при Златната порта“ (1439), „Рождество Богородично“ (1441-42), „Сгодяване на Мария“ (1443-45), като последната фреска остава недовършена. 6 г. по-късно Андреа дел Кастаньо възобновява работа, изрисувайки хора (1451 г.) с „Благовещение“, „Влизане в храма“, „Успение Богородично“ (дясна стена), но се скарва с духовенството на църквата и напуска. Едва през 1461 г. Алесо Балдовинети завършва фреската на Венециано и украсява стената на олтара, завършвайки целия комплекс. (През 1483 г. Хюго ван дер Гус завършва декорацията на Олтар „Портинари“ и я окачва над главния олтар). Вазари пише, че в „Годежът на Мария“ Венециано рисува много портрети на реални лица, включително този на конетабъла Бернардо Гуадалия, на Фолко Портинари, на други членове на семейството и на жени. Стенописите на дел Кастаньо изобразяват други сътрудници на Медичите, както и месер Бернардо ди Доменико дела Волта – управителят на болницата.
От думите на Вазари става ясно, че художниците са използвали новите принципи на архитектурното и обещаващо изграждане на живописно пространство, което по-късно става характерно за всички цикли на Флоренция. Тези изгубени стенописи, разбира се, са важен етап от развитието на флорентинския „монументален“ портрет. От тях се отдалечават Алесо Балдовинети и Доменико Гирландайо (църва „Санта Тринита“), Филипо Липи (катедралата в Прато) и др.
Можем да се опитаме да си представим какви са били портретите в тези стенописи, като използваме други произведения на тези художници. Например Андреа дел Кастаньо рисува „Мадона Паци“ след 1455 г. в параклиса на замъка „Требия“ и включва в типична композиция фигурите на двете деца Ренато и Орета – син и дъщеря на поръчителя Пиеро ди Андреа дей Паци. Децата държат подаръци за Мадоната, обърнати са към зрителя, отвличайки вниманието от религиозното действие. Това са може би най-ранните портрети на деца в живописта на Куатроченто. Интересно е да се припомни образът на св. Юлиан от творбата на Дел Кастаньо от 1454 г. в църквата „Сантисима Анунциата“ (Флоренция), на фона на пейзажа на родния му град Кастаньо, който би могъл да е идеализиран негов автопортрет (според източници на същата фреска той рисува жена си в образа на Мария Магдалена).
Филипо Липи в своите картини на хора на катедралата в Прато също разчита на опита от стенописите на Сант Еджидио. Първоначално картина върху живота на Св. Стефан и Йоан Кръстител е поръчана на Фра Анджелико, но той отказва и Липи започва работа през 1452 г. По-късно към него се присъединява помощникът му Фра Диаманте. Цикълът е завършен през 1465 г. Дясната стена е украсена със сцени от живота на Кръстителя (покровителят на Флоренция), а лявата стена е украсена със Св. Стефан (първоначалният покровител на катедралата и град Прато, сега собственост на Република Флоренция). Два от стенописите в долния регистър (последните) се отличават с художествена зрялост: „Празникът на Ирод“ и „Богослужението над тленните останки на Св. Стефан." Във втория стенопис е очевиден вече установеният тип композиция на монументалния групов портрет, който вече е предопределил последващото развитие на този жанр в църковната живопис от Ранния Ренесанс. Във фреската има повече от десет портретни фигури, които представляват важна част от композицията. Първоначалната идея (запазена е скица в Кливлънд) не включва такъв брой фигури. Фигурите са изпълнени със спокойно достойнство, пространството е интерпретирано с телесност, разкрива се пластичността. Цялата конструкция на фреската несъмнено е подтикната от майстора на „Освещение" Мазачо. Изобразени са членове на градската комуна и патроните на катедралата. Фигурата в червено в центъра на дясната група вероятно е папа Пий II, Карло Медичи остава неидентифициран, а фигурата в лявата група, която чете молитвеник, вероятно е на Донато Медичи, епископ на Пистоя и Прато.
Беноцо Гоцоли със своите картини в Параклиса на влъхвите (Палацо Медичи-Рикарди, 1459-60 г.) е по-консервативен, има повече готически тенденции тип колоритна международна готика. Той възпроизвежда вече новаторския реализъм в стила и лицата, но в същото време запазва декоративния ефект на живописта и приказното рицарство. Писмата свидетелстват, че художникът безпрекословно се подчинява на поръчителя Пиеро Медичи. Картината покрива всички стени с непрекъснат килим; тя е замислена не като цикъл от стенописи, а като единна украса, непрекъснато разгръщаща се по стените на параклиса. Общо са изобразени около 150 фигури. Когато семейство Медичи посещава параклиса, то вижда познати лица и познати пейзажи по стените. Гращенков не е съгласен с приписването на образа на двамата влъхви на Константинополския патриарх и на Византийския император. Той смята, че истинските портрети са концентрирани само на две места: групата конници, водени от Пиеро Медичи и група фигури с червени шапки на отсрещната стена в „Процесията на най-стария влъхва“. Тези изображения се характеризират с композиционна и ритмична непоследователност, непоследователност в мащаба: това е резултат от факта, че тези глави повтарят индивидуални портретни скици, направени от живота, без да са обвързани с композицията на фреската. Главите от втората група са особено хаотични - обърнати са в различни посоки, притиснати в пейзажа без никаква връзка помежду си и механично запълват пространството по принципа „където са успели да ги вмъкнат”. В тази „мозайка“ е очевидна безпомощността на Гоцоли по отношение на композицията, тъй като той изоставя ренесансовия принцип на перспективно-пространственото единство на частите като цяло и губи възможността да създаде стройна портретна група. В същото време всяка една от изобразените от него глави, взета поотделно, демонстрира умението му в натуралистичното изобразяване на лицето, владеенето на изобразяването на главата в различни завои и ъгли. Това се потвърждава и от оцелелите рисунки на художника върху рисувана хартия със сребърна игла с вар. Тези фрески са „закъснялото цвете на рицарската култура“, което включва реалистични портрети, които са в противоречие с празничния готически стил на изображенията.
Във Флоренция Беноцо не работи повече, работейки в провинцията на Тоскана, където не е доминиран от толкова суров вкус на клиента, така че се опитва да се адаптира към новите идеали на живописта. В стенописите в църквата „Сант Агостино“ в Сан Джиминяно (1464–65 г.) той се връща към перспективната композиция, преследвана по-рано в работата му с Фра Анджелико във Ватикана. В сцената „Св. Августин преподава реторика в Рим“ той доста умело включва 20 портретни фигури, но без да въвежда нищо ново в тях в сравнение с това, което вече са измислили флорентинските художници. След това рисува Монументалното гробище (Кампосанто) в Пиза (1469-84), където според Вазари изписва много портрети в натура. Слабо запазените стенописи „Среща на цар Соломон със Савската царица”, „Строителство на Вавилонската кула” наистина включват портрети, но изобразени в скучни и формални равноглавни редове.
ѝНеговият последовател от Умбрия Лоренцо да Витербо рисува през 1469 г., по поръчка на Нардо Мацатоста, неговия семеен параклис в църквата „Санта Мария дела Верита“ във Витербо. Така той създава дълга фреска в долната част на стената със „Сгодването на Мария“, която включва много фигури на жителите на града (включително поръчителя и местен летописец).
Незапазените стенописи на Алесо Балдовинети от 1471–72 г. в църквата „Санта Тринита“ във Флоренция продължават художествената линия на флорентинските майстори. Те украсяват хора (параклис „Джанфиляци“) и съдържат, според Вазари, много портрети. Запазен е автопортрет на художника, който неговият потомък е издълбал при разрушаването на хора от фреска със сцената „Срещата на Соломон със Савската царица”. В тези стенописи, ако се съди по списъка на изобразените лица (от родовете Медичи, Строци и др.), е отразен нов етап в историята на Флоренция - вече под управлението на Лоренцо Великолепни, който е твърдо установен начело на господарството.

##### Портретни фигури в „историите“
Портретните фигури и групи, включени в „историите“ от Късното куатроченто, стават следващият етап на портрета в монументалната живопис. През 1480-те г. традицията, включваща групови портрети във фрески, достига апогея си. Сцените от Светото писание и църковните истории придобиват характер на граждански панегирик и политическа алегория. Портретът става свързващото звено между реалността и идеала, назиданието и етическата норма. Доколкото портретът се включа в сюжета на религиозния сюжет, то портретираният става „свидетел“ на чудото. Изобразените неволно стоят на висотата на случващото се, така те се изпълват с величие и внушават уважение на зрителя. Наред с властващите и членовете на техните семейства, се включват и изображения на известни лица – поети, учени, военачалници.

###### Автопортрети
Наред с появата на „скритите“ портрети на дарителите възникват и автопортрети на художниците (обикновено в самия край на композицията, сякаш художникът е посредник, канещ зрителя да обърне внимание на случващото се на фреската). Благодарение на Вазари са познати множество особено ранни автопортрети: те често се самоидентифицират чрез разположението си по краищата (зад пределите на активното действие) и обичайно по напрегнатия директен поглед и огледално обърнатото очертание на лицето, което усилва асиметрията. Така индивидуализиран е автопортретът на Мазачо във „Възкресение на сина на Теофил“ и автопортретите на Ботичели, Пинтурикио, Перуджино и Козимо Росели (в Сикстинската капела), Филипино Липи (Капела „Бранкачи“), Козимо Роселини („Сант Амброджо“, Флоренция), Мелоцо да Форли и Марко Палмедзано („Влизане в Йерусалим“, Лорето). Художниците, потвърждавайки своето авторство, включват себе си в олтарните картини: Андреа Мантеня („Въвеждане в храма“, 1545 г., Берлин), Доменико Гирландайо („Поклонение на влъхвите“, 1488 г.), Пиетро Перуджино („Поклонение на влъхвите“, ок. 1476 г.). Понякога автопортретите са маскирани зад религиозни персонажи, като напр. Тадео ди Бартоло в образа на апостол Тадей. Андреа дел Кастаньо вероятно е нарисувал себе си в образа на евангелист Лука (капела „Сан Таразио“, Венеция, 1442 г.). Андреа Мантеня изписва себе си героизирано във вид на гигантска скулптурна глава на свода на лицевата страна на арката на Капела „Оветари“ (Падуа).
Сиенецът Лоренцо Векиета през 1462 г. рисува стените на хора на Колегиалната църква в Кастильоне Олона и изписва илюзорна колонада със стълбище, на което рисува „прозорец“ със свое, все още доста условно изображение.
Първият пример за демонстративен автопортрет е даден от Сандро Ботичели в неговото „Поклонение на влъхвите“ („Санта Мария Новела“, Флоренция). След това, през 1485 – 1490 г., Доменико Гирландайо рисува портрет на цялото си семейство в параклис „Торнабуони“ („Санта Мария Новела“), включващ баща му Томазо, самия него, брат му Давиде и зет му Бастиано Майнарди, които му помагат в картините. Лука Синьорели в Параклиса на Мадона на Сан Брицио (Катедрала на Орвието, 1499 – 1504 г.) се изрисува в цял ръст в „Проповед и падение на Антихриста“ заедно с Фра Анджелико, който започва да рисува този параклис половин век по-рано, като отделни зрители, наблюдаващи разгръщащия се ужасен спектакъл. По подобен начин Рафаело Санцио се изрисува на ръба на „Атинската школа“.
Пиетро Перуджино през 1497 – 1500 г. рисува приемната на Колеж „Камбио“ (Перуджа) с евангелски сцени, алегории и гротескни орнаменти. Върху орнаментиран пиластър той рисува автопортрет, имитиращ окачена на верига кавалетна картина. Под него той пише на латински надписа: „Пиетро е отличен художник от Перуджа. Това, което изкуството изгуби, той отново възроди чрез рисуване. Това, което го нямаше, той го измисли отново. 1500 година". Пинтурикио повтаря този експеримент през 1500 – 1501 г. в параклиса „Троило Бальони“ (църква „Санта Мария Маджоре“, Спело) на фреската „Благовещение“, където неговият „портрет“ „виси“ на стената и е заобиколен от илюзорни трикове.
- Автопортрет на Пиетро Перуджино в Предаването на ключовете на апостол Петър
- Автопортрет на Филипино Липи в Апостолите Петър и Павел пред проконсул Агрипа и Разпятие на Св. Петър (1481 – 1482), Капела „Бранкачи“ в, Санта Мария дел Кармине“, Флоренция
- Автопортрет на Сандро Ботичели в Поклонението на влъхвите (ок. 1475), Уфици, Флоренция.
- Лука Синьорели, Автопортрет заедно с Фра Анджелико, в Проповед и дела Хистови (1499 – 1502), Капела „Сан Брицио“, Катедрала на Орвието
- Пиетро Перуджино, Автопортрет (1496 – 1500), Коледжо дел Камбио, Перуджа

###### Други изображения
След сближаването на папата и Лоренцо Медичи през 1484 г. група флорентински художници е поканена в Рим, където заедно с умбрийските майстори през 1481 - 1483 г. украсява стените на Сикстинската капела. Това са Ботичели, Перуджино, Гирландайо и Козимо Росели с участието на техните помощници Пинтурикио, Лука Синьорели, Бартоломео дела Гата, Давид Гирландайо, Пиеро ди Козимо, Биаджо д'Антонио. Тези стенописи съдържат много портретни фигури (в оцелелите 12 стенописи има поне сто такива). Не са свързани по никакъв начин с библейската история, те откровено са дадени като „вмъкнати“ групи, обикновено по краищата на всяка композиция, сякаш надничащи иззад кулисите. Повечето от изобразените са роднини на папата от семействата Дела Ровере и Риарио, както и членове на курията и благороднически съюзници на папата. 
В тези портрети се вижда натрупаният опит на художниците: всеки портрет може да бъде изрязан от фреската и да се възприеме като самостоятелна картина. Ботичели създава красиви портрети в „Изкушението на Христос“ и „Очистването на прокажения“, и във „Възмущението срещу законите на Мойсей“ (сред фигурите вдясно са вероятно Ботичели, Алесандро Фарнезе и Помпонио Лето). По-архаични в сравнение с портретите на Ботичели са произведенията на Козимо Росели, където портретните глави са притиснати между други фигури по някакъв начин, напомняйки за „Параклиса на влъхвите“, и най-вероятно те са изписани не от него, а от неговите помощници.
Доменико Гирландайо, който в ранните си творби („Мадоната на състраданието със семейство Веспучи“, 1473 г., църква „Онисанти“, Флоренция) все още е доста безпомощен в портретирането, показва умения в по-късна работа („Погребението на Св. Фина“, 1475 г., параклис „Санта Фина“, Колегиална църква на Сан Джиминиано). В римската фреска „Призоваването на първите апостоли“ свещената тема е натоварена с много ежедневни детайли: група от 15 души, смятани за флорентинци (включително гъркът-елинист Аргиропулус и Джовани Торнабуони) са поставени зад св. Андрей и Петър. Зад Христос и апостола е добавен някакъв човек, очевидно по-късно, след като закрива лодката в езерото.
- Ботичели, Наказанието на Кора и хвърлянето на камъни по Мойсей и Аарон (1481 - 82), Сикстинска капела
- Доменико Гирландайо, Мадоната на състраданието (ок. 1472), църква „Онисанти“, Флоренция
- Д. Гирландайо, Почит към св. Фина (1475)
- Д. Гирландайо, Христос вика първите апостоли (1481), Сикстинска капела

Пиетро Перуджино в своите стенописи в Сикстинската капела също изписва много портретни фигури. Помага му Пинтурикио („Кръщението на Христос“, 1481), където приятелска семейна група стои отдясно. В „Обрязването на Моисеевия син“ се забелязват и портретни изображения, както и автопортрет във „Връчване на ключовете на апостол Петър“, следващ, може би, строителя на параклиса Джованино дей Долчи. Вместо тесните групи в последната фреска, портретните фигури са подредени с голяма естественост поотделно сред останалите свободно стоящи участници; движенията им са съобразени със сюжетната и ритмичната структура. Лицата са изключително характерни и много далеч от идеалния стереотип.
 Съвместната работа на флорентинците и умбрийците по този параклис обогатява уменията им както на стенописци, така и на портретисти, което се доказва от последващата им работа. Доменико Гирландайо е особено успешен със своя „семеен“ отбор. Неговият Параклис „Сасети“ от 1482 - 1485 г. (църква „Санта Тринита“, Флоренция) се превръща в истинска хроника на града. Неговият поръчител Франческо Сасети е клиент на Медичите и един от основателите на тяхната банка. Въпреки че в своя жизнен цикъл на Св. Франциск художникът се ръководи от цикъла на Джото в „Санта Кроче“, във всяка негова композиция (с изключение на „Стигматизация“) има портретни фигури и с напредването на картината броят и значението им се увеличават. Тук са изобразени в сцената на възкресението на момчето самият художник и неговият зет Бастиано Майнарди, 5 дъщери на поръчителя с техните съпрузи и ухажори, и Нери ди Джино Капони, а в сцената на „Одобрение на устава на францисканския орден“ - Анджело Полициано с децата на Медичи, за които се грижи, Лоренцо Медичи, поръчителят и неговите синове. Изобразените лица са лишени от идеализация, те са изобразени по изключително индивидуален начин: профилът на Лоренцо е правдоподобно грозен, а на Сасети е прозаичен.
Следващата голяма работа на Гирландайо е поръчана от чичото на Лоренцо Медичи –  Параклис „Торнабуони“ в църквата Санта Мария Новела. В двата долни регистъра стенописите са изградени като архитектурни и интериорни сцени, където често главна роля играят портретните фигури. Това са не само представители на мъжката половина на семейство Торнабуони, и приятели и роднини, но и многобройни портрети на жени - в такъв мащаб за първи път във флорентинската живопис. В композициите на Гирландайо, които тук са скучни и прозаични, се възкресяват жанровите и повествователните традиции на късното Треченто, но благодарение на наблюдателността на художника те са изключително любопитни. Вазари изброява изобразените и ги хвали за естественото им подобие. Известно е, че много от портретите на тези стенописи са идентифицирани през 1561 г. от старец от фамилията Торнакуичи, който наистина е открил някои хора от тази картина все още живи. Неговата информация (по-точна от тази на Вазари) е записана и запазена. Самият клиент Джовани Торнабуони и съпругата му Франческа (ум. през 1477 г.) са изобразени традиционно коленичили в молитва отстрани на прозореца. Всички останали портрети са концентрирани в по-голямата си част в 4 композиции в долния ред, тоест най-удобните за гледане. Мъжките портрети са дадени в сцени, близки до трансепта, женските са в сцени, изтласкани в дълбините и са по-скрити, тъй като са по-органично включени в изобразените сцени като реални участници, а не като зрители на евангелската история. Мъжки портрети се дават отдалеч. Портретите очевидно са направени от Гирландайо в тясно сътрудничество с работилницата му. Повечето от фигурите (25) са на фреската „Благовещение на Захарий“: няма достатъчно място, а някои от тях са изобразени не в цял ръст, а с изрязани ръбове.
И двата цикъла на Гирландайо нямат равни в историята на ранноренесансовия портрет. Сравнението с творчеството на Козимо Росели (Капела на чудото, 1484-86, „Сант'Амброджо“, Флоренция) доказва това. Композицията му „Чудото на Светата Кръв” е вдъхновена от стенописите в Параклис „Сасети“, но разбирането му за натурализма, въведен от Гирландайо, е доста примитивно.
Филипино Липи показва по-продуктивно развитие на тези традиции. Между 1481 и 1485 г. той завършва изписването на Капела „Бранкачи“, опитвайки се да адаптира стила си към този на Мазачо, който го започва. Стенописът на Липи „Възкресението на сина на Теофил” особено демонстрира това желание, тъй като фигурите на Мазачо са в близък контакт с него. Филипино рисува „вмъкнати“ фигури, явно портретни – девет от дясната страна на фреската и пет от лявата. На отсрещната стена има много портрети с „Разпятието на св. Петър“: там е самият художник, Антонио Полайоло, Сандро Ботичели и Луиджи Пулчи. Още няколко портретни фигури Филипино поставя във фреската „Триумфът на Тома Аквински" (1488-93, параклис „Карафа“, Санта Мария сопра Минерва, Рим) по краищата на композицията.
Пинтурикио и неговите произведения също са доста важни. Този художник не е повлиян от флорентинците и остава верен на художествената традиция на Умбрия: колорит, стил на фигури, пейзажи, както и интимност на художествената концепция. Най-успешната му работа е параклисът Буфалини (ок. 1485, Санта Мария ин Арачели на Капитолийския хълм, Рим). Стенописите са посветени на Св. Бернардин от Сиена, покровител на семейство Буфалини (поръчители). На дясната стена, на фона на пейзажа, художникът рисува няколко фигури, 3/4 стърчащи зад цокъла, има и „скрит” портрет. На лявата стена е композицията „Погребението на Св. Бернардин“, което показва пряката приемственост с традицията на Перуджино в Сикстинската капела („Прехвърляне на ключовете“) в хармоничната архитектура. Клиентът Николо Буфалини е нарисуван на левия край на фреската в дългата си адвокатска роба, пред него е паж; отсреща е възрастният син на клиента, зад него е снахата с дойката и бебето. Много сполучливи са и по-късните стенописи на Пинтурикио в Параклис „Балиони“ в Спело (откъдето идва неговият автопортрет-трик, разгледан по-горе). Малкият размер на параклиса, както и в предишния случай, му позволява да прибегне до дълбок пейзажен фон и архитектурна декорация. На фреската „Христос сред учителите” той поставя поръчителя Троило Балиони в левия край, а до него – неизвестен младеж, явно негов близък.
- Пинтурикио, Смъртта на св. Бернардин (1487-89), Капела „Буфалини“, Санта Мария ин Арачели, Рим
- Пинтурикио, Спорът в храма (1500), Спело
- Пинтурикио, Спорът на света Катерина Сиенска, Апартамени Борджия, Ватикана

В стенописите му в споменатите по-горе Апартаменти Борджия е запазен чарът на пейзажите на Умбрия, но композицията е по-архаична, перспективата е разчупена и са използвани позлатени релефни орнаменти. Един от стенописите – „Спорът на света Катерина Сиенска“ според легендата съдържа портрет на Лукреция Борджия, изобразена като светица. От лявата му страна има редица портретни лица, например се смята, че автопортретът му е вторият от края. Две фигури по краищата на императора са двама благороднически бегълци, живеещи във Ватикана - Андрей Палеолог, деспот на Морея (вляво) и принц Джем, син на султан Мехмед II.
Във всички разглеждани произведения на монументалната църковна живопис се очертава нов тип ренесансова „историческа” композиция. Легендата и реалността съжителстват в тях, но не се сливат. Понякога паралелно съществуват два свята, обединени само от обща алегорична идея, политическа или морално-дидактическа. Понякога художникът показва участието на истински хора в продължаващото чудо, без да разтваря техните образи в легендата. Понякога моделите играят роля като актьори; понякога остават само зрители, външно безразлични, но пропити със съзнание за важността на случващото се. Въпреки че днес подобна смесица изглежда механично и разрушаващо единство, за съвременниците това е един вид литургично шествие; зрителите, съзерцавайки фреската, си представят себе си не като зрители, а като съучастници, сякаш в празнично представление („чудеса, мистерии, сакрални представления, живи картини“). Михаил Алпатов каза, че тържествените портретни фигури в стенописите са „нещо като хор в антична трагедия“. В стенописите се появява нов „театър” с архитектурни декорации и поставяне на фигури в авансцената. За енориашите в църквата изображенията, изобразени по стените, служат за пример; трябва да се вземе предвид и психологическият ефект от разпознаването.
Асоциативната връзка е улеснена и от множеството портретни восъчни фигури ex voto, поставяни в църквата - поставяни според обет, реалистично облечени и изрисувани, с човешки размери, а понякога и конни. Например във флорентинската „Сантисима Анунциата“ през 1530 г. има 600 такива фигури.
Също така по онова време се практикува снемането на маски от мъртвите. Технически е усъвършенствано от Верокио. Известно е името на майстора Орсино Бенинтенди, който прави восъчните изображения на Лоренцо Медичи, поръчани от негови приятели след заговора на Паци и смъртта на брат му Джулиано Медичи.

###### Венеция
Венецианският празничен живот е отразен в циклите в помещенията на религиозните и благотворителни братства (scuole), които са по-светски, забавни и повествователни от агиографските цикли в църквите. Те съдържат и много портретни фигури.
Традицията на подобни цикли датира от началото на 15 век с Джентиле да Фабриано и Пизанело – картината на залата на Големия съвет в Двореца на дожите във Венеция за борбата на император Фридрих Барбароса с папа Александър III. Тези фрески са набързо унищожени и е решено да бъдат заменени с картини върху платно на същата тема. Поръчката е поверена на братята Джентиле Белини и Джовани Белини през 1470-те години. В работата, която се проточва, участват и Алвизе Виварини, Виторе Карпачо и др. Тези картини също не са оцелели и са известни от описанията на Вазари и други: има портрети на сенатори, прокурори, генерали, хуманисти и елинисти.
Тези картини служат като модел за други произведения на венециански художници, поръчани от братствата. Един от най-обширните такива цикли украсява Школата на Св. Евангелист Йоан“ (11 платна, 9 оцелели, сега във Венецианската академия). Той е посветен на мощите на Светия кръст и неговите чудеса; създаден е през 1494 – 1510 г. от Перуджино, Джентиле Белини, Джовани Мансуети, Карпачо, Ладзаро Бастиани и Бенедето Диана. Особен интерес, представлява „Шествието“ на Белини (1496), където в тълпата са включени много портрети на член на братството; както и „Чудотворното спасение на реликва“ от него (1500 г.), където портретните фигури са „вмъкнати“ в левия ъгъл, без да се нарушава художествената цялост (Джентиле рисува себе си, баща си, брат си, братовчед си и зет си Андреа Мантеня), несравнимо с останалите в голям мащаб, но в десния ъгъл изобразява Катерина Корнаро с редица профили на придворни дами. Неговите портретни изображения в тези картини са сухо документални. Неговият ученик Джовани Мансуети следва този стил в картините от същия цикъл. Виторе Карпачо, друг негов ученик, рисува за цикъла картина на тема изцеление чрез реликва от демон, където изобразява разпознаваем пейзаж и концентрира голяма група портретни фигури вляво, под портика и наблизо (фигурата най-вдясно, неестествено извита, вероятно е автопортрет).
- Карпачо, Прием на английските посланици (1495), Галерия на Академията, Флоренция
- Карпачо, Прощаване на Св. Урсула и младоженеца с родителите им (1495 – 1500), пак там
- Карпачо, Среща на св. Урсула и поклонници с папата в Рим (ок. 1492), пак там
- Джентиле и Джовани Белини, Проповед на апостол Марко в Александрия (1504 – 1507), Пинакотека „Брера“, Милано

Карпачо вмъква същите портрети (групови и единични) в цикъл от свои картини по темата за живота на Св. Урсула (1490 – 98, за Школа „Сан Орсола“, днес във Венецианската академия). В „Среща на светицата с папата“ (ок. 1493 г.) той поставя почти в центъра фигура в червено сенаторско облекло – портрет на хуманиста Ермолао Барбаро (идентифициран чрез споменаване в стихове). Особено много портрети има в „Прощаване на Св. Урсула и младоженеца с родителите им“ (1495): те заемат целия ляв ъгъл на картината и са разположени на пътеките, пряко участващи в сцената. Може би са членове на Св. Урсула и членове на семейство Лоредан, покровители на братството – според учените в „Приемът на английските посланици", дарителят в червено в левия ъгъл е Пиетро Лоредан, а двете фигури зад оградата са братята му. Въпреки това портретните образи на Карпачо са предадени с нотка на меланхолия и поетичност, които го отличават от прозаичния живот на Джентиле Белини. Когато Джовани Белини завършва огромната „Проповед на апостол Марк в Александрия“ (1504 – 7, Пинакотека „Брера“, Милано) за починалия му брат Джентиле, основната му работа е да рисува портрети и да коригира тези, които Джентиле вече е направил. Очевидно в умението на портретирането Джовани е по-напреднал от брат си. Под влиянието на късния портретен стил на Джовани Белини са направени портретите на Карпачо в „Диспута на Св. Стефан“ (1514, Пинакотека „Брера“, Милано), но фигурите не са отделни, а са обединени от общо емоционално преживяване.

#### Светска монументална живопис
Изображенията с мемориален характер, поради предназначението си, биха могли да бъдат далеч от оригинала, превръщайки се в идеален образ, въображаем портрет. Жанрът произхожда от традицията на „знаменитите мъже“ (на итал. uomini illustri - популярна през Ренесанса стенописна тема, изобразяваща великите мъже от древността).
През 1-вата половина на 15 век модата да се изписват знаменити мъже (заедно с алегории на добродетели) се вкоренява в цяла Италия. Около 1420 г. Бичи ди Лоренцо (по думите на Вазари) украсява стария дом на Джовани Медичи. Мазолино да Паникале през 1429 – 1431 г. украсява аналогично един от римските замъци на Орсини. Във Флоренция под въздействието на гражданския хуманизъм се появява нов вид монументален портрет (известен по литературни източници). По поръчка на консули и проконсули, съдии и нотариуси залите им (Седалище на Проконсула) са украсени с портрети на знаменити граждани на републиката: Колучо Салутати, Леонардо Бруни, Поджо Брачолини, Джаноцо Манети, Дзаноби да Страда и Донато Ачиоли. Бруни е изписан от Андреа дел Кастаньо скоро след смъртта на модела, посмъртни са и изображенията на Поджо и Манети (които не са съхранени).
Достигнала е и друга фреска от четката на същия художник – фреска във Вила „Кардучо“ (1450 – 1451 г., Уфици, Флоренция): около Мадоната тук присъстват фигури на прославени флорентинци, както политици, така и литератори. Те са изписани сред архитектурна декорация и приличащи на оживели статуи. Този ансамбъл е илюзионистичен („живи статуи“), а портретното сходство не е явно заради мемориално-историческия и идеално-героическия характер на живописта, в основата на която лежи идеалът за достойнство и доблест. В зависимост от способностите на художника портретите от този жанр се превръщат в истински портрети - ако има материал (портретни изображения на модели, посмъртни маски и др.), но все пак те се отличават със силна генерализация и с тенденция към увеличаване на рисунката, пластичност на лицето, монументализация на формите.
Стилът и духът на стенописите на Вила Кардучи се доближават до два огромни стенописа в Катедралата на Флоренция, дело на Паоло Учело и Андреа дел Кастаньо. Те имитират скулптура, рисувани са почти монохромно и изобразяват конни паметници – надгробните плочи на флорентинския кондотиер Джон Хокууд (Джовани Акуто) (виж „Надгробен камък на Джон Хокууд“) и Николо да Толентино. (по онова време в Италия още не знаят как сами да правят конни статуи). В портрета на Хоукуд от Учело главата има значително увеличена форма; двадесет години по-късно Кастаньо рисува втора композиция на стената, изобразяваща Толентино също с голяма доза авторска свобода – това е не толкова портретно изображение, колкото художествена измислица.
Към този жанр на „знаменити мъже“ принадлежи цикъла от 28 полуфигури, изписани от нидерландеца Юстус ван Гент през 1474 г. за урбинския херцог Федерико да Монтефелтро (половината от цикъла е там, а другата половина е в Лувъра). По-рано те се украсявали горните части по стените на работния кабинет (studiolo) на херцога, намиращи се в два реда над дървена декоративна обшивка с илюзионни инкрустации. В допълнение към фиктивните „портрети“ на философи, учени и др. от Античността и Средновековието, църковни отци и теолози, тук влизат и портретите на папи Пий II, Сикст IV, кардинал Бесарион и Виторино да Фелтре (очевидно по избор на клиента цикълът включва и неговия портрет от Педро Беругете, който работи с Ван Гент по тази поръчка). На портрета Федерико да Монтефелтро е изобразен в пълно бойно облекло и в хермелинова мантия, четейки книга. В краката му, подпрян на коляното на баща си, е наследникът – младият Гуидобалдо. Хуманистичният култ към „знамените мъже” е съчетан тук с прославянето на монарха в ролята му на покровител на изкуствата и защитник на църквата; но тези италиански идеи са изпълнени с детайлност и индивидуалност на образите, които издават неиталианския произход на художника. 
- Юстус ван Гент и Педро Беругете, фрагменти от Серия „Бележити мъже“ (ок. 1473 - 75), Лувър, Париж.
- папа Сикст IV (ок. 1473 - 75), Лувър, Париж.
- Кардинал Висарион
- Франческо Петрарка, Национална галерия на Марке
- Пиетро д'Абано, Лувър, Париж.

Този цикъл граничи с друг, който е по-лошо запазен: Алегорията на 7 (?) свободни изкуства (ок. 1474-80 г., от ателието на същия херцог в Губио): две от картините са изгубени в Берлин през 1945 г., други две се съхраняват в Лондонската национална галерия. Те са се приписвали на Мелоцо да Форли и сега се считат за дело на Гент. В една от берлинските картини херцогът е изобразен коленичил пред алегоричната фигура на Диалектика (или Реторика), получавайки книга от ръцете си; а в една от лондонските картини млад мъж (Констанцо Сфорца?) коленичи пред Музика. Третата фигура на дарителя е обърната с гръб към зрителя и следователно не може да бъде персонифицирана.
В изброените по-горе параграфи либералните изкуства традиционно се изобразяват като жени на трон. Сандро Ботичели, създавайки произведения на същата тематика, ги интерпретира по нов начин (стенописите на Вила „Леми“ близо до Флоренция, около 1482 г., сега в Лувъра): фигурите на Мъдростта, Изкуствата, Грацията и Венера са изобразени като две грациозни групи. В първия Граматикът хваща млад мъж за ръка и го запознава с приятелите си; във втория момичето протяга ръка с кърпичка към Венера. Дълго време се смята, че изобразените хора са Лоренцо Торнабуони и неговата жена Джована Албици (тъй като вилата принадлежи на баща му), но лицата им не приличат на изображенията в Параклис „Торнабуони“ от Доменико Гирландайо и на медалите, а гербът на Албица е близо до младия мъж, а не до момичето. Сега се предполага, че това са Матео д'Андреа Албици и неговата жена Нана ди Николо Торнабуони.

##### „Историческа“ монументална живопис
Важна стъпка в еволюцията на „монументалния портрет” е „историческият жанр”, който изобразява реални събития и сцени или такива, които е лесно да си представим като реални. Техните герои са истински хора, изписани разпознаваемо. От този светски жанр остават малко паметници, а най-традиционните са бойните. Първите образци на този жанр са създадени още в Треченто: „Гуидоричо да Фоляно“ от Симоне Мартини (Палацо Публико, Флоренция). Баталните композиции от Ранния Ренесанс не достигат до нас, но за тях може да се съди от няколко произведения на три различни художествени школи: фреските на Пизанело в Мантуа (Палацо Дукале), на Пиеро дела Франческа в Арецо (стенописи в хора на църквата „Сан Франческо“) и триптихът на Паоло Учело.
По поръчка на Козимо Медичи Паоло Учело рисува три големи картини, изобразяващи различни сцени от битката на флорентинците и сиенците за Сан Романо през 1432 г. Първоначално това е фриз с дължина 9,5 м. Фигурите на флорентинските кондотиери изпъкват рязко в разгара на биещите се, те нямат шлемове на главите си, а луксозни шапки, сякаш не се бият, а участват в церемонията. Външният им вид е безстрастен и в него има малко портретност. Лицето на Николо да Толентино е по-индивидуализирано от това на останалите, но е много различно от неговото изображение на описания по-горе „Надгробен камък“. Художникът почти не използва светлосянка, ограничавайки се до контурите. Поради ъглите на перспектива триизмерността на формите се губи и лицата се превръщат в плоски петна в модела на „килима“ на картината. Портретите на военачалници се разбират по-скоро „декоративно-хералдически”, отколкото индивидуално, и това показва влиянието на късната готика. 
Друг тип „историческа“ композиция се появява в процеса на секуларизация на религиозната живопис - сцени на тържествени процесии и освещавания. Първо се появяват в миниатюра, след това проникват във фреската. Сред първите монументални изображения на тази тема е споменатата по-горе фреска на Бичи ди Лоренцо с освещаването на Сант Еджидио. Вазари споменава фреската на Винченцо Фопа с церемонията по полагане на основния камък на миланската болница през април 1457 г. в присъствието на херцог Франческо I Сфорца и много други. Създадени са много подобни фрески, но те украсяват външните стени и отворените портици, така че са лесно унищожени и не са оцелели до наши дни. По подобен начин много картини на дворцов интериор са загубени, но обикновено не поради потока на времето, а предекорирането на залите в нов стил. От документите е известна програмата на изписване на Замъка на Сфорците в Милано, където се споменават много придворни. Папа Александър IV има покои в замъка „Сан Анджело“, украсени със стенописи на Пинтурикио – срещата на папата с френския крал Шарл VIII в Рим през януари 1495 г., както и други (не всички са запазени). Най-вероятно те наподобяват по стил и характер на портретите от по-късните стенописи на библиотека „Пиколомини“ в Сиенската катедрала по темата за историята на Пий II.
Стенописите на Пинтурикио в Библиотека „Пиколомини“ на Сиенската катедрала (1505 - 1507 г.) се състоят от 10 „картини“, където могат да се открият много портретни лица, но маниерът на художника е сух и дребнав, а самите фрески наподобяват увеличени миниатюри. Отделните фигури и лица са лишени от индивидуални портретни характеристики, склонни са към стереотипност, повтаряйки се от фреска на фреска с монотонност. 
Светската живопис, от която малко оцелява до наши дни, изиграва важна роля в декорирането на двореца и крайградските интериори. Сюжетите са избрани смесени - комбинация от реални ежедневни сцени, класически митове, алегории и героични портрети на владетели в ореола на триумф и заобиколени от субекти. През последната третина на 15 век са създадени фреските в Палацо Скифаноя от Франческа дел Коса (Ферара), „Стаята на младоженците“ на Андреа Мантеня (Мантуа) и „Създаването на Ватиканската библиотека“ от Мелоцо да Форли. В тези произведения образът на народните тържества придобива ясно изразена придворна окраска. Централната фигура винаги е суверенът, а около него бавно се разгръща церемониалът.
Палацо Скифаноя е изписан през 1469 - 1471 г. от занаятчии от Ферара. Известни са две имена - Франческо дел Коса и Балдасаре д'Есте, макар че, ако се съди по стилистичния анализ, те са поне пет. Голямата зала на предния етаж украсена със стенописи: сложен алегорично-астрологически ансамбъл на парцела от 12 месеца. Ансамбълът е наполовина запазен и е силно повреден. Стенописите на долното ниво показват ежедневни сцени от живота на херцогския двор. Реализмът на тези стенописи все още е ограничен и в тях има доста готически останки. Най-интересни са портретните изображения на стенописите, нарисувани от Франческо де Коса („март” и „април”). Всяка фреска изобразява херцога и обкръжението му в две самостоятелни жанрови сцени – разговор под сводовете на портика и яздене на открито. В първия случай фигурите стоят свободно, образувайки почтителен кръг около суверена, лицата им са показани в различни завои и т.н. Конниците са изобразени по-архаично и плоскостно, главите им почти винаги са в профил и обърнати в една и съща посока. И в двата типа композиция се запазва основният принцип на придворния групов портрет – подчертаване на образа на монарха, без натрапчивост, но ясно. Фигурите са поставени така, че херцогът да се вижда веднага – той се откроява с поза, костюм, но най-вече – с подчертаната индивидуализация на лицето, мимиката и жестовете си. Това е най-изразителната фигура на фреската, най-естествената и активната. Колкото по-далеч от него са разположени придворните, толкова по-изравнен и монотонен е образът им.
Залата на младоженците (Camera degli Spоsi) е изписана от Андреа Мантеня по същото време по поръчка на Мантуанския херцог. Но ако стенописите на Ферара все още се свързват с къснogотическата традиция с техните композиционни и декоративни принципи, то Мантеня създава произведение, което се превръща в най-високото постижение на светската монументална живопис от Ранния Ренесанс. Тези стенописи, за разлика от фрагментацията на предишния цикъл, образуват единен декоративно-пространствен комплекс с обща архитектоника, композиционни мотиви и колорит, обусловен от реалния интериор. Сцените от придворния живот получават нова интерпретация: старият придворен идеал тук получава хуманистична рамка. Методите за групиране на портретни фигури, от които има най-малко тридесет, са решени по нов начин: сега те са напълно интегрални картини по отношение на сюжета и композицията, неотделими от останалите части на картината. Следователно разбирането за портретните изображения тук е неотделимо от общата формална, декоративна и идейна структура на целия ансамбъл. Многото фигури от стенописите представят голямото семейство на маркиза, неговите близки сподвижници и слуги. 
Тези сцени са интерпретирани с такава жизнена непосредственост и повествователна конкретност, че изглеждат като образ на реални събития. Това са незабележими събития, но са изобразени така, сякаш говорим за явления от голямо историческо значение и героите ги осъзнават. Всички герои, включително кучето, се носят с изключително достойнство, тяхната неподвижност едва се нарушава от завъртане на главата, спокойно движение, сдържан жест. Времето тече много бавно, а най-ежедневният момент придобива нещо ритуално, епично. Върху лицата лежи печата на гордото спокойствие и най-голямата сериозност, всеки персонаж е затворен в себе си. Свързват ги не живо общуване, а съзнание за ролята им в историческото представление. В същото време портретният външен вид на всички главни герои се предава с ярка индивидуалност. Това е великолепен групов портрет, който се интерпретира по различни начини, но е органично слят в едно цяло.
Моделите на Мантеня са пълни с откъсната сериозност, понякога сериозни, понякога меланхолични. Всички те са свързани с идеала на Мантеня, с неговата идея за човешката личност, вдъхновена от почитането на древните герои: портретните му изображения са надарени със стоическия характер на древните римляни, гордото съзнание за техните достойнства, като цезари, изобразени на сводовете на същата стая. В мъжките лица това става почти прилика, тъй като Мантеня използва древни монети като модели и придава на външния вид на своите императори чертите на живи хора. По стените има две композиции – „Дворът на Мантуа” и „Среща на кардинал Франческо Гондзага”. Във втората всички участници са изрисувани в профил, но в това няма нищо архаично: те са много по-индивидуални дори от онези лица, които Мантеня рисува в първата фреска от този цикъл няколко години по-рано. 
Фреската на Мелоцо да Форли „Основаване на Ватиканската библиотека“ се връща по тип към миниатюрите, които изобразяват поднасянето на ръкописа от художника на епископа, но благодарение на уроците по свобода на Мантеня този образ се оказва доста монументален. Форли продължава традицията на груповия портрет, основана със Залата на младоженците, той обича перспективните ъгли при пренасянето на пространството и фигурите, и разбиране за архитектурните декори. И Пиеро дела Франческа му повлиява в изтънчения колорит. Сега фреската е преместена на ново място и първоначално е била на крайната стена на дълга стая с плосък таван и пиластри, така че нейната архитектурна илюзорна украса „продължава” залата. Сюжетът ѝ е тържественото откриване на публичната папска библиотека на 15 юни 1475 г., когато хуманистът Бартоломео Саки Платина, изобразен коленичил пред папа Сикст IV, е назначен за неин пазител (префект). Префектът сочи с ръка надписа за този акт. Наблизо са свидетели - папските племенници на римския префект Джовани дела Ровере, граф Джироламо Риарио, кардинал Джулиано дела Ровере (бъдещ папа Юлий II) и апостолският пронотарий кардинал Рафаеле Риарио.
На стенописите на Мантеня и Микелоцо традицията на Куатроченто да включва реалистичен портрет в монументална композиция достига своя зенит. Тук за първи път с право може да се говори за появата на нов тип групов портрет, от който подобен жанр ще произлезе от Тициан и Рафаел. В повечето случаи терминът „групов портрет" по отношение на този период се използва с резерви - обикновено това е просто механична асоциация на индивидуални портрети на роднини или членове на една корпорация, въпреки факта че вътрешната им връзка е слабо разкрита от художници от 15 век, които просто събират своите фигури в компактни групи и различни профили и 3/4 завои само за оживление. В същото време всяко конкретно изображение се възприема независимо, отделно, поради което такива групи лесно се допълват с нови фигури по време на добавяне или се разпадаха на единични портрети. Само пълното изместване на религиозния сюжет от светския дава възможност да се обединят хората по-органично във всяка ситуация, да се разкрие по-фино връзката им един с друг. Тази стъпка се открива именно в творчеството на последните двама художници.

### Кавалетен портрет
Кавалетният (стативен) портрет в италианското изкуство възниква по-късно от монументалния. Треченто практически не го познава, а неговата поява се отнася към 2-рата четвърт на 15 век, като разцветът идва през последната трета на века.
В основата на ренесансовия портрет (виж раздела по-горе) е новото разбиране за личността, формирано под влиянието на идеологията на ренесансовия хуманизъм. В същото време отношението към портретния жанр и неговите задачи се различават в зависимост от това къде е създаден: в дворцова или в бюргерска среда, във Флоренция или в Северна Италия. Флорентинската република задържа развитието на жанра дълго време, тъй като има враждебно отношение към опитите на човек да се открои от колектива. Следователно хуманистичният идеал за човека в началото се задоволява с проста и типизирана формула за предаване на „доблестен“ характер на индивидуалния облик на изобразяваното лице. Северноиталианските княжества, със своята придворна среда, култивират портрета без проблеми, но развитието му отначало се ограничава до художествените традиции на Късната готика. Така през първата половина на 15 век формирането на реалистичен портрет е затруднено в 2 различни центъра по различни причини, а Италия изостава от Нидерландия.
Флоренция, въпреки че е най-ранният и най-напреднал център на ренесансовото изкуство, не заема такава изключителна позиция в областта на портрета както в останалите области. Въпреки че Мазачо създава нов ренесансов портрет във флорентинската живопис, в творчеството му, подобно на други флорентинци от 2-рата четвърт на 15-ти век, на портрета е отделено доста скромно място и се развива главно в рамките на монументалната живопис.
В късноготическа Северна Италия от същото време портретът е обособен в самостоятелен художествен жанр (напр. в творчеството на Пизанело - живопис и медали). През 2-ра половина на 15-ти век, под влиянието на Флоренция, ренесансовият стил на живопис се разпространява широко в цяла Италия, така че нараства и значението на нефлорентинските майстори в историята на развитието на жанра. Зрелият етап от развитието на портрета е Куатроченто, представено от едновременното развитие на няколко местни школи, всяка от които има свои изключителни майстори, а тяхното наследство съчетава общите (идейни и стилистични) тенденции на епохата със своеобразното решение на портретните изображения.

#### Етапи и направления
- Първи етап (2-ра четвърт на 15 век)

Свързан с радикалната трансформация на италианската (предимно флорентинската) художествена култура и формирането на стила на Ранния Ренесанс. Въз основа на традицията на Късното Треченто и възгледите на ренесансовия хуманизъм се залагат принципите за ново разбиране на портретния образ и нов стил. За разлика от Нидерландския портрет от този период профилният портрет остава основен тип портрет. Но старите традиции на профила (Проторенесанс и Готика) се актуализират и преосмислят под влиянието на класицизиращия идеал, а също така придобиват по-силни реалистични черти. Все по-често портретът се включва в монументалната живопис – светска и религиозна; наред с него се развива и кавалетният портрет. Формирането на стативния портрет съвпада с раждането в Северна Италия на нов тип – портретният медал. Медалното изкуство е плод на класическите идеали на Ранния хуманизъм, а естетиката му се свързва с естетиката на профилен живописен портрет. Но процесът на формиране върви по различни начини: в него участват майстори от различни школи и художествени движения.
- Втори етап (1460 – 1470 г.)

Синтезира ранния опит на майсторите от Флоренция и Северна Италия. Портретът се разпространява из всички художествени центрове на Италия. Става по-разнообразен като композиция, а реализмът му се задълбочава. Традиционният тип профилен портрет кулминира в Пиеро дела Франческа и е фино интерпретиран от Сандро Ботичели. Но в същото време той все повече отстъпва пред един нов тип композиция – фронталната или 3/4-тата. Неутралният фон постепенно се заменя с пейзаж или интериор. Техниката се променя: от темпера към маслена живопис (флорентинците остават предани към темпераата по-дълго от другите). Тези промени до голяма степен са свързани с използването на постиженията на нидерландската живопис.
- Трети етап (ср. на 1470-те г.)

Антонело да Месина дава тласък на интензивното развитие на кавалетния портрет във Венеция, Северна Италия и Флоренция. Груповият портрет в монументалната живопис в същото време е представен от най-добрите произведения на Андреа Мантеня и Мелоцо да Форли (виж по-горе). В църковни картини от художниците от Умбрия от 1480-90-те години монументалният портрет също достига своя връх. Последната третина на 15 век е най-зрялата фаза в развитието на всички жанрове и видове живописен портрет на Ранния Ренесанс. Стилът на отделните училища на този етап се разкрива в неговата цялост. След Мантеня и Антонело да Месина водещата роля в северно-италианския портрет отива при венецианските художници, на чийто фон придворните портретисти (Ферара, Болоня, Милано) са по-консервативни, като продължават да използват остарялата форма на профилния портрет. Дори работата на Леонардо да Винчи в Милано не може да повлияе на провинциалния характер на Ломбардската школа. Наред с Венеция единствено Флоренция запазва своето значение като напреднал център на портретното изкуство. Към него гравитира дейността на умбрийските майстори (Перуджино, Пинтурикио). Именно на основата на флорентинския и венецианския портрет възниква нов портретен стил на Зрелия ренесанс.